# 芬兰国防大学
芬蘭國防大學（芬蘭語：Maanpuolustuskorkeakoulu）是一所位於赫爾辛基的軍事學院。該大學為芬蘭國防軍和芬蘭邊防衛隊培訓軍官，主校區位於赫爾辛基的桑塔哈米納。

## 歷史
芬蘭第一所陸軍軍官學校是哈帕涅米军校（Haapaniemen sotakoulu），由耶奥里·芒努斯·斯普伦特波滕（Georg Magnus Sprengtporten）於1780年在庫奧皮奧創立，並於1781年遷至蘭塔薩爾米。最初，它的成立是為了培訓瑞典軍隊薩沃旅的軍官，但很快它就開始從芬蘭全境招募學員。 即使在1809年芬蘭被割讓給俄羅斯帝國的芬蘭戰爭之後，學校仍繼續運作。然而，在1818年，大樓發生火災，學校遷至哈米納，成為哈米納軍校。
哈米納軍校是為俄羅斯帝國訓練軍官。它於1903年7月24日被廢除，原因是在芬蘭的俄羅斯化的第一階段时来自俄羅斯帝國的多个命令。
獨立後，芬蘭軍官培訓一直分為三所學校，直到1992年：（“學員學校”，縮寫為 KADK，成立於1919年），在（“戰爭學院”，成立於1924年）接受總參謀長培訓，並在（“戰鬥學校”，成立於1927年）繼續接受培訓。從1993年初，所有這些學校合并为國防大學，成為最大的軍官教育高等院校之一。
2001年，拉彭蘭塔的国防学校（Maanpuolustusopisto，國防軍軍事初級學院）解散，但學校立即轉為陸軍學院（Maasotakoulu），为国防大学提供新生和軍隊訓練。

## 服務分校
以下機構負責學生的分校或特定服務教育：
- 空軍學院，Tikkakoski
- 芬蘭軍校，拉彭蘭塔
  - 裝甲學校，海門林納
  - 砲兵學校，Niinisalo
  - 工程師學校，拉彭蘭塔
  - 步兵學校，拉彭蘭塔
  - 信號學校，里希邁基
- 海軍學院，赫爾辛基
- 邊境和海岸警衛隊學院，埃斯波和伊馬特拉（芬蘭邊防衛隊的一部分）
- 後勤學校，里希邁基（國防軍後勤司令部的一部分）

除此之外，芬蘭軍事博物館、國防課程部門和國防大學圖書館隸屬於國防大學。